# Stazione di Tsukinowa
La stazione di Tsukinowa (つきのわ駅?, Tsukinowa-eki) è una stazione ferroviaria della cittadina di Namekawa, nel distretto di Hiki della prefettura di Saitama, in Giappone, ed è servita dalla linea Tōbu Tōjō delle Ferrovie Tōbu.

## Linee
Ferrovie Tōbu
● Linea Tōbu Tōjō

## Struttura
La stazione è dotata di due marciapiedi laterali con due binari passanti in superficie. Il mezzanino, contenente alcuni negozi e servizi, si trova sopra il piano del ferro, ed è collegato al marciapiede da scale fisse, mobili e ascensori.
| 1 | ● Linea Tōbu Tōjō | per Ogawamachi e Yorii |
| 2 | ● Linea Tōbu Tōjō | per Sakado, Kawagoe, Wakōshi, e Ikebukuro via Linea Yurakucho per Shin-Kiba via Linea Fukutoshin per Shibuya, via linea Tōkyū Tōyoko per Yokohama e, via linea Minatomirai per Motomachi-Chūkagai |

## Stazioni adiacenti
| «               | Servizio        | »               |
| Linea Tōbu Tōjō | Linea Tōbu Tōjō | Linea Tōbu Tōjō |
| --------------- | --------------- | --------------- |
| Shinrinkōen     | Locale          | Musashi-Ranzan  |
| Shinrinkōen     | Semiespresso    | Musashi-Ranzan  |
| Shinrinkōen     | Rap. pendolari  | Musashi-Ranzan  |
| Shinrinkōen     | Espresso        | Musashi-Ranzan  |
| Shinrinkōen     | Rapido          | Musashi-Ranzan  |
| Shinrinkōen     | Rap. espresso   | Musashi-Ranzan  |
| Shinrinkōen     | TJ Liner        | Musashi-Ranzan  |